# The Human Centipede III (Final Sequence)
Pour les articles homonymes, voir The Human Centipede.
Série
The Human Centipede II (Full Sequence)
(2011)
Pour plus de détails, voir Fiche technique et Distribution.
The Human Centipede III (Final Sequence) est un film d'horreur américano-néerlandais réalisé par Tom Six et sorti en 2016. Il est le troisième et dernier volet de la trilogie The Human Centipede.

## Synopsis
Dans la prison d'État George H. W. Bush au Texas, William "Bill" Boss (Dieter Laser), un directeur de prison fumeur de cigares, chauvin, arrogant et psychopathe, regarde la fin de The Human Centipede 2 (séquence complète) avec son comptable, Dwight Butler (Laurence R. Harvey). Dwight lui explique qu'il a une "idée brillante" pour résoudre les problèmes de rétention et de violence de la prison, mais il est interrompu par un appel téléphonique.
De retour dans le bureau du directeur, Bill reçoit un mystérieux paquet qui contient un bocal de clitoris africains séchés, spécialement importés, qu'il consomme "pour se donner des forces". Après en avoir mangé quelques-uns, il reçoit un appel téléphonique menaçant de l'un des détenus (Jay Tavare). Bill l'arrose avec trois seaux d'eau bouillante, le défigurant horriblement. Le gouverneur Hughes (Eric Roberts) arrive immédiatement après, ordonnant à Bill et Dwight de mettre fin à la violence et promettant qu'ils seront tous deux renvoyés sinon. En colère et en guise de représailles, Bill ordonne une "castration de masse" des détenus, et castre lui-même l'un d'entre eux (Robert LaSardo), dont il cuisine et mange les testicules comme "nourriture énergétique".
Enfin, Dwight parvient à présenter son idée à Bill, où il suggère que tous les détenus soient suturés ensemble bouche à anus, formant ainsi un mille-pattes humain géant, qui dissuaderait toute personne envisageant une vie de crime. Bill est sceptique et opposé à cette idée. Bill fait alors un cauchemar dans lequel il se fait attaquer par des détenus et se fait violer par le détenu qu'il a castré. Bill convoque alors le réalisateur lui-même, Tom Six, à la prison. On assure à Bill que les films sont "médicalement exacts à 100%". Six donne à la prison l'autorisation d'utiliser son idée de Mille-Pattes, à condition qu'il soit autorisé à assister à l'opération. Les deux premiers films sont alors montrés aux détenus comme une démonstration de leur avenir. Cela provoque une émeute, qui permet aux détenus de poursuivre Bill et Dwight jusqu'au bureau du directeur, où ils frappent son assistante Daisy (Bree Olson) jusqu'à lui faire perdre connaissance.
Bill fait ensuite le tour de chaque cellule et injecte des tranquillisants à tous les détenus pour les préparer à l'opération. Les détenus incompatibles, comme un souffrant de stomie ou un handicapé, sont abattus. Ils découvrent également un détenu atteint de la maladie de Crohn, qui souffre de diarrhées sévères. Bill ordonne que l'homme qui l'a violé en rêve soit attaché à lui en guise de punition supplémentaire. Daisy se révèle être dans le coma, où elle est violée par Bill. Six retourne à la prison, où il est accueilli par Bill et Dwight. Après avoir visité les cellules, ils découvrent un détenu mentalement instable qui mange ses propres excréments et qui veut être cousu au mille-pattes. En réponse, Bill tire sur le détenu et le tue. Des condamnés à mort sont découverts en train d'être démembrés pour un "projet spécial".
Une fois le mille-pattes terminé, le gouverneur Hughes arrive dégoûté par ce qu'il voit. En plus du mille-pattes, une "chenille humaine" a été créée pour les détenus condamnés à perpétuité. Il est également révélé que Daisy a été accidentellement cousue dans le mille-pattes. Hughes quitte la prison en disant à Dwight et Bill qu'ils devraient être condamnés à mort.
Hughes revient ensuite à la prison avec un soudain changement d'avis, déclarant que la punition du Mille-Pattes est "exactement ce dont l'Amérique a besoin". Le film se termine sur Dwight et Bill fêtant leur succès. Dwight est ensuite abattu pour avoir tenté de s'attribuer le mérite de l'idée. La scène finale montre Bill hurlant de joie en surplombant le mille-pattes tandis que retentit "The Star-Spangled Banner".

## Fiche technique
- Titre original : The Human Centipede III (Final Sequence)
- Réalisation : Tom Six
- Pays d'origine :  États-Unis
- Lieu de tournage :  États-Unis
- Société de production : Six Entertainment Company
- Société de distribution :
- Genre : Horreur/Gore
- Durée : 102 minutes
- Date de sortie :
  -  États-Unis : 22 mai 2015 (sortie limitée)
  -  France : 12 octobre 2016 (en DVD, Blu-ray et téléchargement digital)
- Classification  :
- Interdit aux moins de 16 ans avec avertissement.
- France : Film non sorti officiellement en France. Absence de visa d'exploitation empêchant toute exploitation du film en salles. Le CNC transférant la détermination de l'âge des spectateurs aux éventuels diffuseurs et/ou distributeurs.
- États-Unis : Not Rated
- Angleterre : Strictement interdit en salles, en DVD et VàD.

## Distribution
- Dieter Laser (VF : Jérôme Keen) : Bill Boss
- Laurence R. Harvey (VF : Adrien Solis) : Dwight Butler
- Eric Roberts (VF : Mathieu Rivolier) : Gouverneur Hughes
- Clayton Rohner (VF : Jean-Michel Marivaux) : Dr Jones
- Bree Olson (VF : Nathalie Bienaimé) : Daisy
- Hamzah Saman : Détenu n°093
- Peter Blankenstein : Détenu n°106
- Tommy "Tiny Lister, Jr. : Détenu n°178
- Robert LaSardo (VF : Jean-Pierre Leblan) : Détenu n°297
- Carlos Ramirez : Détenu n°309
- Jay Tavare : Détenu n°346
- Bill Hutchens : Détenu n°488
- Chris Clanton : Prisonnier
- Alon Dina : Prisonnier
- Steve Sears : Prisonnier
- Clunge Underbrow : Prisonnier
- Tom Six (VF : Charles Lesson) : Lui-même

## Production
- Selon le réalisateur, à côté de ce dernier opus, le deuxième volet ressemblera à un Disney[1].
- À l'instar du deuxième film, ce troisième épisode est financé par une boîte de production américaine, ce qui ne lui confère plus le statut de film néerlandais.[réf. nécessaire]
- La première bande annonce du film est parue le 9 avril 2015. Un avertissement a été mis devant la vidéo et cette dernière est interdite aux moins de 18 ans sur YouTube[2].